# ルベン・ソブリーノ
ルベン・ソブリーノ・ポスエロ（Rubén Sobrino Pozuelo，1992年6月1日 - ）は、スペイン・カスティーリャ・ラ・マンチャ州シウダー・レアル県ダイマイエル出身のサッカー選手。カディスCF所属。ポジションは、フォワード。

## 経歴
2008年7月、16歳の時にレアル・マドリードのCチームに加入した。2013-14シーズンはBチームであるレアル・マドリード・カスティージャでプレーするが、同シーズンにクラブは降格したため2014年8月7日にSDポンフェラディーナに移った。
2015年8月28日、マンチェスター・シティFCに25万ユーロで加入。直後にセグンダ・ディビシオンのジローナFCに期限付き移籍した。2016年7月14日、ラ・リーガのデポルティーボ・アラベスに期限付き移籍。翌年7月16日にアラベスと4年契約を結び完全移籍し、結局トップチームでは1試合もプレーすることなくマンチェスター・シティを去った。
2019年1月31日、バレンシアCFと3年半契約を結んだ。バレンシアでは2019-20シーズンに出場機会を増やしリーグ戦で1ゴールを挙げるが、2021-22シーズンでは出場機会を失った。
2021年1月31日、カディスCFへのローン移籍が発表。8月30日にバレンシアとの契約を解消し、カディスへの完全移籍が決まった。